# Ievgueni Naïer
Ievgueni Iourievitch Naïer ou Najer (en russe : Наер, Евгений Юрьевич, en anglais : Evgeniy Najer) est un joueur d'échecs russe né le 30 juin 1977 à Moscou. Il est grand maître international depuis 1999 et champion d'Europe en 2015.
Au  1er août 2013, il est le 148e joueur mondial et le 35e joueur russe en activité avec un classement Elo de 2 626 points.

## Biographie et carrière
Naïer apprit à jouer aux échecs à cinq ans avec son père. Son entraîneur est Aleksandr Bodisko.
En 2009, il fut un des secondants de Veselin Topalov lors de son match contre Gata Kamsky. Son meilleur classement Elo a été de 2 682 points atteint en octobre 2008.
Il fait partie du directoire de l'ACP.

### Tournois en Russie
Naïer a remporté :
- le tournoi de grands maîtres de Moscou en 1996[1]
- le championnat de Russie junior en 1997[2],
- le championnat de Moscou en 1998 et 2003,
- l'open de Moscou en 2007,
- l'Open Aeroflot 2016.

Il finit 1er-6e du mémorial Tchigorine à Saint-Pétersbourg en 2000 et deuxième du tournoi d'échecs de Poïkovski en 2017.

### Championnats d'Europe
Naïer finit deuxième ex æquo du championnat d'Europe d'échecs individuel en 2012 avec 8 points sur 11.
Il remporte le championnat d'Europe en 2015 avec 8,5 point sur 11.

### Palmarès dans les tournois internationaux
Naïer a remporté :
- le tournoi de Pardubice en 1996 (première norme de grand maître) et 1998,
- le championnat open des États-Unis en 2002,
- l'open de Cappelle-la-Grande 2004,
- le festival d'Ashdod 2004,
- le tournoi des Maccabiades à Jerusalem en 2005[3]
- la coupe du président de Bakou en 2008,
- le World Open de Philadelphie en 2008 et 2009 (ex æquo avec Nakamura),
- l'open de Paleóchora, ex æquo avec Robert Fontaine, en 2009,
- le tournoi rapide du Maccabiah chess festival à Netanya en 2009[4].

En 2010, il a terminé 2e-5e de l'open de Chicago.

### Coupes du monde
| Année | Lieu            | Résultat                            | Ultime adversaire     | Adversaires battus                                    |
| ----- | --------------- | ----------------------------------- | --------------------- | ----------------------------------------------------- |
| 2005  | Khanty-Mansiïsk | troisième tour                      | Joël Lautier          | Ehsan Ghaem Maghami, Shakhriyar Mamedyarov            |
| 2007  | Khanty-Mansiïsk | deuxième tour                       | Aleksandr Grichtchouk | Emanuel Berg                                          |
| 2009  | Khanty-Mansiïsk | deuxième tour                       | Aleksandr Motyliov    | Ehsan Ghaem Maghami                                   |
| 2013  | Tromsø          | premier tour                        | Lázaro Bruzón         |                                                       |
| 2015  | Bakou           | premier tour                        | Rauf Mamedov          |                                                       |
| 2017  | Tbilissi        | quatrième tour (huitième de finale) | Richárd Rapport       | Alekseï Aleksandrov, Nikita Vitiougov Fabiano Caruana |
| 2019  | Khanty-Mansiïsk | deuxième tour                       | Anish Giri            | Benjámin Gledura                                      |